# ガーモートーンズ
ガーモートーンズは、大阪府出身のガレージロックバンドである。2010年8月結成。
通称「GMT」。

## メンバー
- ジーマ（ス） ： ベース&ボーカル担当
- ヨシ＝デンジャラス ： ドラム&ボーカル担当
- カシネクラプトン ： ギター&ボーカル担当
- オヤーツ イン ザ UK ： ギター&ボーカル担当

## 元メンバー
- タカミー ガモーン ： ギター&ボーカル担当

## ディスコグラフィー
- ガーモートーンズがきらい(demo)
- 知ってか知らずかガーモートーンズ(demo)

## 玉手山一揆
毎年の10月頃、大阪府の柏原市にある、玉手山公園の野外演芸場にて、手作りの野外フェス『玉手山一揆』を主催していた。玉手山公園の野外演芸場が老朽化で使用不可となった2024年からは、同じく柏原市内にある竜田古道の里山公園に会場を移し、『竜古山一揆』（たつこやまいっき）として開催している。